# Владычина, Галина Леонидовна
Галина Леонидовна Владычина (1900—1970) — русская поэтесса Серебряного века, писательница, драматург, киносценарист.
Автор ряда произведений для детей, в том числе, нескольких книг детских стихов, участница нижегородского альманаха «Без муз», издававшегося Иваном Рукавишниковым (1918), альманаха поэтов-имажинистов «Явь» (1919), киевской «Золотой кумирни» (1921) и др.

## Избранные произведения
- «Необычайная история об изобретении воздушного шара, о великом ученом Монгольфье, о шелковой юбке и горящей жаровне» (1927)
- «Листики» (рассказ для детей) (1928)
- «Морское дно» (1928)
- «Поедем-ка, друг, на жаркий юг» (1928)
- «По Советскому Союзу» (1928)
- «Про зверей всяких» (1930)
- «Приметы» (Пьеса-шутка) (1931)
- «Сказка об Иванушке и Василисе Прекрасной» (пьеса) (1939)
- Василиса Прекрасная (сценарий фильма) (1939)
- «Слонёнок» (пьеса по сказке Р. Киплинга
- «Чудесный напиток» (книга стихов для детей) (1943)

- Стихотворения
- «Не грусть мне крылья ломит в лете…» (1921),
- «Первый этюд к зимней поэме» (1921),
- «Третий этюд к зимней поэме» (1921),
- «Молчаньем мудрым облеки уста…» (1922),
- «Своим рассыпчатым зелёным смехом…» (1922),
- «Благословен тоски тяжелый плод…» (1922) и др.

Муж — Земенков, Борис Сергеевич ((1903—1963), художник, поэт, москвовед.